# 雨の旅人
「雨の旅人」（あめのたびびと）は、2007年2月7日に発売された秋元順子の2枚目のシングル。

## 解説
1stアルバム『マディソン郡の恋』からのシングルカット。

## 収録曲
1. 雨の旅人（シングルバージョン）(4:41)
作詞・作曲・編曲：花岡優平
2. ロンリーナイト・東京（シングルバージョン）(4:02)
作詞・作曲・編曲：花岡優平
3. 雨の旅人（オリジナルカラオケ）(4:41)
4. 雨の旅人（一般用カラオケ 半音上げ）(4:41)
5. 星降る夜に…（オリジナルカラオケ）(4:03)